# Lucy Doraine
Lucy Doraine, nata Ilonka Kovacs Perenyi (Budapest, 22 maggio 1898 – Los Angeles, 14 ottobre 1989), è stata un'attrice e produttrice cinematografica ungherese.
Dal 1918 al 1923, fu sposata con il regista Mihály Kertész (il futuro Michael Curtiz, uno dei più popolari registi hollywoodiani degli anni trenta-quaranta) con il quale, a inizio carriera, girò numerosi film.

## Filmografia
- Az ezüst kecske, regia di Mihaly Kertész (Michael Curtiz) - cortometraggio (1916)
- Jön az öcsém, regia di Mihály Kertész (Michael Curtiz) (1919)
- Mrs. Tutti Frutti, regia di Michael Kertész (Michael Curtiz) (1921)
- Herzogin Satanella, regia di Michael Kertész (1921)
- Frau Dorothys Bekenntnis, regia di Michael Kertész (1921)
- Weil ich Dich liebe - cortometraggio (1921)
- Labyrinth des Grauens, regia di Mihaly Kertész (1921)
- Sodom und Gomorrha, regia di Mihaly Kertész (1922)
- Opfer der Liebe, regia di Martin Hartwig (1923)
- Die fünfte Straße, regia di Martin Hartwig (1923)
- Gehetzte Menschen, regia di Erich Schönfelder (1924)
- Per l'onore di una donna (Um eines Weibes Ehre), regia di Rudolf Biebrach (1924)[1][2]
- Die suchende Seele, regia di Rudolf Biebrach (1925)
- Schicksal, regia di Felix Basch (1925)
- Finale der Liebe, regia di Felix Basch (1925)
- Der Mann seiner Frau, regia di Felix Basch (1926)
- Der Prinz und die Tänzerin, regia di Richard Eichberg (1926)
- Alpentragödie, regia di Robert Land (1927)
- Eheskandal im Hause Fromont jun. und Risler sen., regia di A.W. Sandberg (1927)
- Adoration, regia di Frank Lloyd (1928)
- La veglia della fiamma (Christina), regia di William K. Howard (1929)
- Gli angeli dell'inferno (Hell's Angels), regia di Howard Hughes (1930)
- Mordprozeß Mary Dugan, regia di Arthur Robison (1931)